# Ikusaka (Nagano)
Ikusaka (jap.: 生坂村, -mura) ist ein Bergdorf in Higashichikuma-gun in der Präfektur Nagano auf der japanischen Hauptinsel Honshū.

## Geografie
Ikusaka liegt in der Schlucht des Sai, der hier durch den Ikusaka-Damm zu einem See aufgestaut wird. Das Terrain ist insgesamt sehr gebirgig. Angrenzende Kommunen sind die Großstädte (Shi) Azumino, Nagano und Ōmachi sowie die zu Kitaazumi-gun gehörende Stadt (machi) Ikeda und die zu Higashichikuma-gun gehörenden Dörfer Chikuhoku und Omi.

## Geschichte
Am 23. Januar 1875 wurde vier Siedlungen vereinigt. Diese neue Verwaltungseinheit trug erstmals den Namen Ikusaka. Zum 1. April 1889 erlangte es mit der Etablierung des modernen Kommunalsystems seinen heutigen Status als Dorf im Sinne von „Verwaltungsdorf“. Am 31. März 1957 wurden Ikusaka einige bis dahin selbstständige Nachbardörfer zugeschlagen.

## Verkehr
Durch Ikusaka verläuft die Nationalstraße 19 von Nagano nach Nagoya. Der öffentliche Personennahverkehr wird mit Bussen bedient. Eine Anbindung an das Eisenbahnnetz besteht nicht.

## Bildungseinrichtungen
In Ikusaka befinden sich eine Grundschule und eine Mittelschule.

## Sehenswürdigkeiten
In Ikusaka gibt es mehrere Landschaftsparks. Darunter einen Abschnitt des Hijiriyama-Kōgen-Naturparks (Hijiriyama kōgen kenritsu shizen kōen) und der Takatsuya-Waldpark (Takatsuya shinrin kōen).

## Weblinks

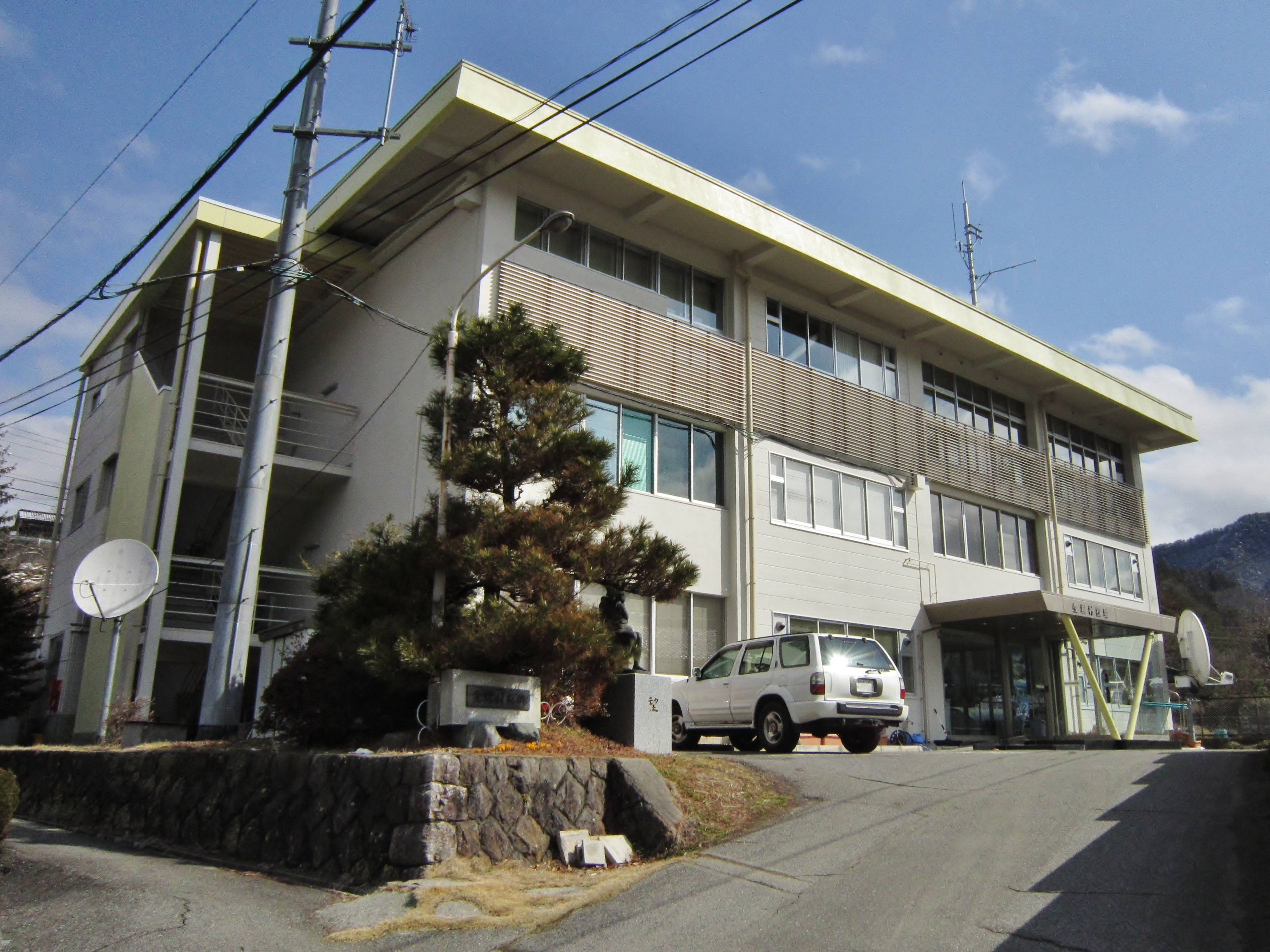
Rathaus